# Campionats del món de ciclisme en ruta de 1983

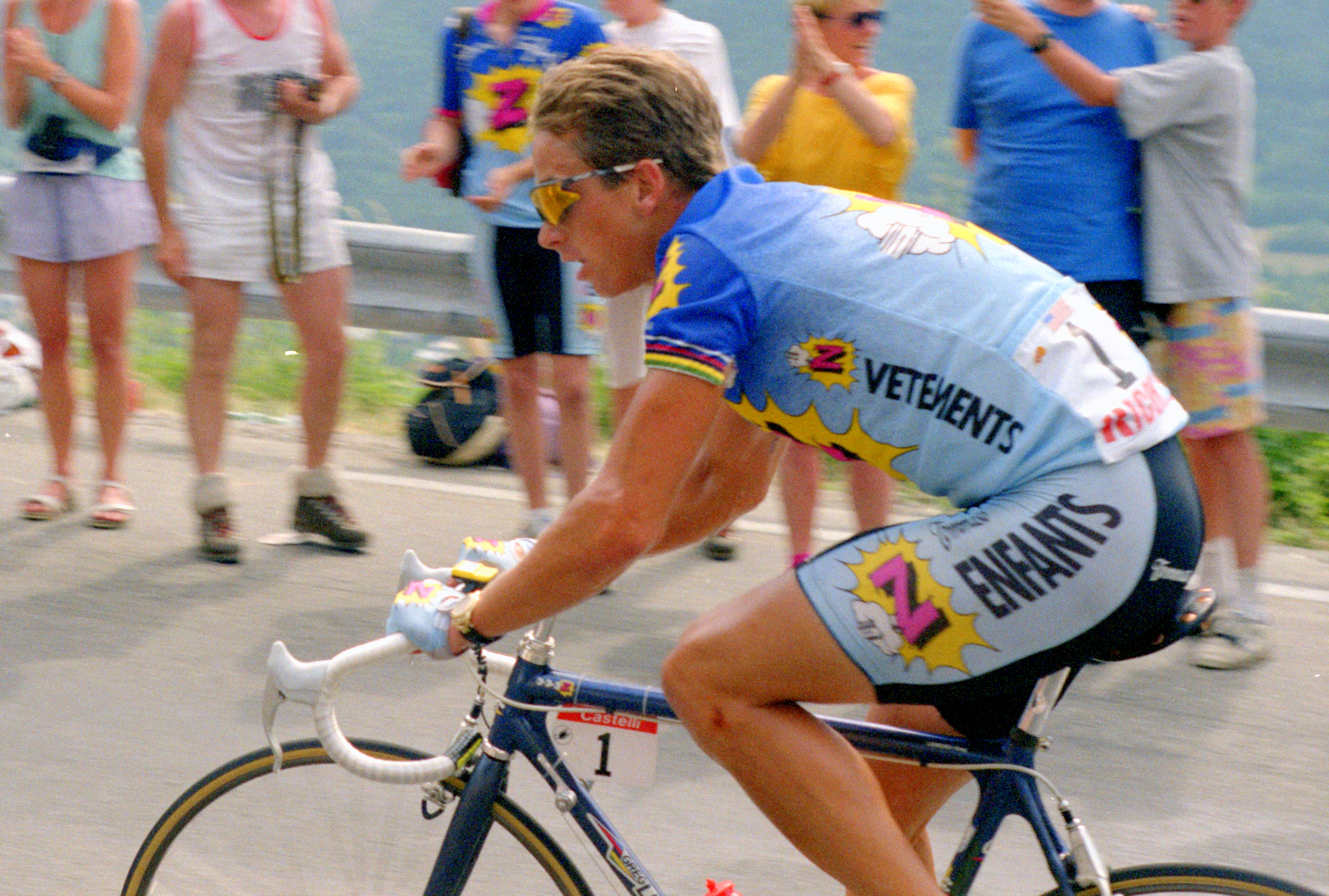
Fotografia de Greg Lemond, vencedor de la prova.

Els Campionats del món de ciclisme en ruta de 1983 es disputaren del 31 d'agost al 4 de setembre de 1983 a Altenrhein, Suïssa.

## Resultats
| Proves :                            | Or                                                                                    | Or         | Argent                                                                 | Argent   | Bronze                                                                    | Bronze   |
| Masculines                          |                                                                                       |            |                                                                        |          |                                                                           |          |
| Cursa en línia masculina detalls    | Greg LeMond · Estats Units                                                            | 7h 01' 21" | Adri van der Poel · Països Baixos                                      | + 1' 11" | Stephen Roche · Irlanda                                                   | + 1' 11" |
| Cursa en línia masculina amateur    | Uwe Raab · RDA                                                                        | 4h 31' 53" | Niki Rüttimann · Suïssa                                                | m. t.    | Andrzej Serediuk · Polònia                                                | + 4"     |
| Contrarellotge per equips masculins | Unió Soviètica · Iuri Kaixirin · Sergej Novolokin · Oleh Tchugda · Oleksandr Zinòviev | 1h 59' 12" | Suïssa · Daniel Heggli · Heinz Imboden · Othmar Haefliger · Benno Wiss | + 1' 14  | Noruega · Terje Gjengaar · Dag Hopen · Hans-Peter Odegaard · Tom Pedersen | + 2' 17" |
| Femenines                           |                                                                                       |            |                                                                        |          |                                                                           |          |
| Cursa en línia femenina detalls     | Marianne Berglund · Suècia                                                            | 1h 38' 17" | Rebecca Twigg · Estats Units                                           | m. t.    | Maria Canins · Itàlia                                                     | m. t.    |

## Medaller
| Posició | País           | Or | Plata | Bronze | Total |
| 1       | Estats Units   | 1  | 1     | 0      | 2     |
| 2       | RDA            | 1  | 0     | 0      | 1     |
| 2       | Unió Soviètica | 1  | 0     | 0      | 1     |
| 2       | Suècia         | 1  | 0     | 0      | 1     |
| 5       | Suïssa         | 0  | 2     | 0      | 3     |
| 6       | Països Baixos  | 0  | 1     | 0      | 1     |
| 7       | Irlanda        | 0  | 0     | 1      | 1     |
| 7       | Polònia        | 0  | 0     | 1      | 1     |
| 7       | Itàlia         | 0  | 0     | 1      | 1     |
| 7       | Noruega        | 0  | 0     | 1      | 1     |
| Total   | Total          | 4  | 4     | 4      | 12    |